# Vladas Česiūnas
Vladas Česiūnas (Vyšnialaukiai, 15 de março de 1940 – 16 de janeiro de 2023) foi um velocista lituano na modalidade de canoagem.
Foi vencedor da medalha de Ouro em C-2 1000 m em Munique 1972 junto com o seu companheiro de equipe Yuri Lobanov.

## Morte
Česiūnas morreu no dia 16 de janeiro aos 82 anos.